# Carole Montillet
Carole Montillet (n. 7 aprilie 1973, Grenoble, Franța) este o schioare alpină ce a reprezentat Franța, medaliată olimpică. A participat la 3 ediții ale Jocurilor Olimpice (1998, 2002, 2006) în care a câștigat o medalie de aur.